# راز گشا
«رازگشا» حاصل همکاری علیرضا افتخاری و عباس خوشدل در سال ۱۳۸۶ میباشد که دارای ۸ قطعه است. این آلبوم مشتمل بر 8 تصنيف در دستگاه‌هاي شور، چهارگاه، سه گاه، دشتي و نواست.

## قطعات[۵]
| نام ترانه    | ترانه‌سرا         | آهنگساز و تنظیم کننده | ناظر ضبط        |
| ------------ | ---------------- | --------------------- | --------------- |
| در حرم قدس   | رهی معیری        | عباس خوشدل            | فریدون شهبازیان |
| یار دردمندان | عباس شهری        | عباس خوشدل            | فریدون شهبازیان |
| شکسته‌دل      | مهدی سهیلی       | عباس خوشدل            | فریدون شهبازیان |
| سوگند        | علی اطهری کرمانی | عباس خوشدل            | فریدون شهبازیان |
| شب نیلوفری   | فرید اصفهانی     | عباس خوشدل            | فریدون شهبازیان |
| خورشید سبز   | فرید اصفهانی     | عباس خوشدل            | فریدون شهبازیان |
| قسم          | لعبت والا        | عباس خوشدل            | فریدون شهبازیان |
| سکوت         | علیرضا داوری     | عباس خوشدل            | فریدون شهبازیان |

## هنرمندان[۵]

#### خواننده
علیرضا افتخاری

#### آهنگساز و تنظیم کننده
عباس خوشدل

#### ناظر ضبط
فریدون شهبازیان

#### نوازندگان
- كامبیز گنجه ای
- آزاد میرزاپور
- مسعود حبیبی
- پاشا هنجنی
- علی تحریری
- عماد نكویی
- میثم مروستی
- ناصر رحیمی
- پدرام فریوسفی
- كریم قربانی
- مجید اسماعیلی
- علی پژوهشگر
- ایمان جعفری پویان
- علی جعفری پویان
- علیرضا خورشید فر
- پویا خوش آهنگ